# Număr Heegner
În teoria numerelor, un număr Heegner (cum a fost numit de John Horton Conway și Richard K. Guy) este un număr pozitiv liber de pătrate {\displaystyle d} astfel încât corpul pătratic imaginar {\displaystyle \mathbb {Q} [{\sqrt {-d}}]} să aibă numărul clasei {\displaystyle 1}. Echivalent, inelul său al numerelor întregi este un inel factorial.
Determinarea acestor numere este un caz special al problemei numărului clasei și ele stau la baza mai multor rezultate remarcabile din teoria numerelor.
Conform teoremei (Baker–)Stark–Heegner există exact nouă numere Heegner:{\displaystyle 1,2,3,7,11,19,43,67,163}. Acest rezultat a fost conjecturat de Carl Friedrich Gauss și demonstrat cu o mică scăpare de Kurt Heegner în 1952. Alan Baker și Harold Stark au demonstrat în mod independent rezultatul în 1966, iar Stark a mai indicat că scăparea din demonstrația lui Heegner era una minoră.

## Polinomul generator de numere prime al lui Euler
Formula lui Euler pentru generarea numerelor prime este: 
{\displaystyle n^{2}-n+41,\,}
care generează numere prime distincte pentru n = 1, ..., 40, este asociată cu numărul Heegner 163 = 4 · 41 − 1.
Formula lui Euler cu {\displaystyle n} luând valorile 1,... , 40 este equivalentă cu:
{\displaystyle n^{2}+n+41,\,}
cu {\displaystyle n} luând valorile 0,... , 39, iar Rabinowitz a demonstrat că
{\displaystyle n^{2}+n+p\,}
generează numere prime pentru {\displaystyle n=0,\dots ,p-2} dacă și numai dacă discriminantul cvadratic {\displaystyle 1-4p} este negativul unui număr Heegner.
(De notat că {\displaystyle p-1} dă {\displaystyle p^{2}}, ca urmare {\displaystyle p-2} este maxim.)
1, 2, și 3 nu sunt de forma cerută, deci numerele Heegner care funcționează sunt {\displaystyle 7,11,19,43,67,163}, dănd relații care produc numere prime pentru {\displaystyle 2,3,5,11,17,41}; aceste numere din urmă au fost numite numere norocoase Euler de François Le Lionnais.

## Numere prime consecutive
Fiind dat un număr prim p, expresia {\displaystyle k^{2}{\pmod {p}}} pentru {\displaystyle k=0,1,\dots ,(p-1)/2} (asta este suficient deoarece {\displaystyle (p-k)^{2}\equiv k^{2}{\pmod {p}}}), se obțin numere compuseconsecutive, urmate de numere prime consecutive, dacă și numai dacă p este un număr Heegner.